# Vergeten dwerginktvis
De vergeten dwerginktvis (Sepietta neglecta) is een inktvissensoort uit de familie Sepiolidae. De wetenschappelijke naam van de soort werd in 1916 gepubliceerd door Adolf Naef.

## Kenmerken
De maximale mantellengte is 33 mm. De vinnen zijn afgerond, met een stompe top die iets naar achteren wijst, en komen niet voorbij de mantel.

## Verspreiding
De soort komt voor in de Noordzee, het Kattegat, Het Kanaal en verder zuidelijk langs de Atlantische kusten van Frankrijk, Spanje, Portugal en Marokko, en bovendien langs vrijwel de hele Middellandse Zeekust, inclusief de Adriatische Zee, de Egeische Zee en de Zee van Marmara, op bodems van fijn sediment, tussen de 25 en 475 meter diep.